# NatsiRNA
자연적 안티센스 짧은 간섭 RNA(natsiRNA, Natural antisense short interfering RNA)는 짧은 간섭 RNA의 한 유형이다. 이들은 길이가 21~24개 뉴클레오타이드인 내인성 RNA 조절자이며, 짧은 간섭 RNA로 추가 처리되는 상보적 전령 RNA 전사체에서 생성된다.
자연적 안티센스 짧은 간섭 RNA는 병원체 저항성,  염분 내성, 세포벽 생합성과 같은 식물의 여러 발달 및 반응 메커니즘과 관련이 있다. 자연적 안티센스 짧은 간섭 RNA는 환경 스트레스 요인에 반응하는 식물의 유전자 발현을 변화시키는 것으로 나타났다.